# Austrelaps
Austrelaps és un gènere de serps verinoses de la família dels elàpids, nadiu de la relativament fèrtil i temperada parteix sud i aquest del continent d'Austràlia. Hi ha tres espècies que són reconegudes correntment, de les quals no hi ha subespècies. Malgrat compartir el nom amb el Agkistrodon contortrix, no estan relacionades entre elles.

## Taxonomia
- Austrelaps labialis (Jan, 1859)
- Austrelaps ramsayi (Krefft, 1864)
- Austrelaps superbus (Günther, 1858)